# La reina de les neus (pel·lícula de 2014)
La reina de les neus (títol original en alemany, Die Schneekönigin; títol en finès, Lumikuningatar) és una pel·lícula germanofinlandesa del 2014 dirigida per Karola Hattop. Es basa en el conte de fades homònim de Hans Christian Andersen i va ser produït per ZDF en coproducció amb Kinderfilm i Visual Norden per a la sèrie de ZDF Märchenperlen. Flora Li Thiemann interpreta el paper de Gerda; Kristo Ferkic, el de Kai i Linda Zilliacus, la Reina de les neus. Annette Frier encarna a la senyora Flora. S'ha doblat i subtitulat al català.